# M/F Højestene
M/F Højestene er en motorfærge, der siden 1997 har sejlet mellem Svendborg, Skarø og Drejø i det sydfynske øhav.
Færgen er bygget på Tórshavnar Skipasmiðja i Thorshavn på Færøerne og leveret i april 1997 med IMO-nummer: 9169794.
De 2 750 kW Volvo Penta dieselmotorer er i stand til at drive skibet frem med en tophastighed på 11,6 knob.
Færgen drives af et kommunalt rederi.
Skibet er opkaldt efter Højesteneløbet, der adskiller Drejø fra Hjortø.